# RS-478
Pour les articles homonymes, voir Route 478.
La RS 478 est une route locale du Nord-Ouest de l'État du Rio Grande do Sul reliant le centre de la municipalité de Maximiliano de Almeida, sur le río Uruguay, à la limite avec l'État de Santa Catarina, au Barrage de Machadinho, sur un des bras formateurs du fleuve, le rio Pelotas. Elle dessert cette seule commune, et est longue de 13 km.